# Preetz (bei Stralsund)
Preetz ist eine Gemeinde nordwestlich von Stralsund im Landkreis Vorpommern-Rügen. Die Gemeinde wird vom Amt Altenpleen mit Sitz in der Gemeinde Altenpleen verwaltet.

## Geografie und Verkehr
Preetz liegt etwa sieben Kilometer nordwestlich von Stralsund. Die Gemeinde liegt in der nördlichsten Ecke des Festlandes in Mecklenburg-Vorpommern. Die Gemeindefläche wird fast ausschließlich landwirtschaftlich genutzt. Im Gemeindegebiet befinden sich keine größeren Waldgebiete und größere Gewässer. Nennenswertes Fließgewässer ist der Prohner Bach im Osten und Norden der Gemeinde.
In Stralsund befindet sich der nächstliegende Bahnanschluss und die Anbindung an die B 96 und B 105.

### Ortsteile
- Krönnevitz
- Oldendorf
- Schmedshagen
- Preetz

## Geschichte
Die Gemeinde war bis 1952 Teil des Landkreises Franzburg-Barth und gehörte danach bis 1994 zum Kreis Stralsund im Bezirk Rostock.
Preetz: wurde 1254 als Poresze erstmals urkundlich erwähnt. Der Name ist slawischer Herkunft und bedeutet so viel wie an einem Fluss oder Bach gelegen. Dafür spricht auch die Lage am Prohner Bach. Nach früheren Kirchenbüchern gehörte Preetz von 1400 bis 1700 der Stadt Stralsund. Nach dem Dreißigjährigen Krieg bis 1815 gehörte das Gebiet zu Schwedisch-Pommern und danach zur preußischen Provinz Pommern.
Ein frühdeutscher Turmhügel von um 1300 liegt im Gutspark Preetz. Das Gut Preetz war lange ein Hauptsitz der Familie von Bohlen. Dieser Zweig wurde 1745 in den Grafenstand erhoben. Ein führender Vertreter war Wilhelm Graf von Bohlen (1750–1831). Graf Bohlen bedachte in seinem Testament auch die Stralsunder Armenanstalt. Ihm folgte als Grundherr sein Neffe Graf Ludwig von Bohlen (1791–1856), verheiratet mit Caroline von Keffenbrinck-Griebenow. Ihre Tochter Hedwig (1849–1923) bekam Preetz mit Schmedshagen als Erbe und heiratete 1867 den Grafen Ernst Klot-Trautvetter auf Hohendorf. Später ging die Begüterung an die Familie von Langen - Keffenbrinck (ab 1928), und danach an den Major a. D. Baerecke (bis 1945). Das romantische, historisierende Gutshaus (Schloss) Preetz von 1881 ist im Kern wesentlich älter.
Krönnevitz: Das Gut gehörte im 13. Jahrhundert u. a. der Familien Crane und dem Kloster Neuenkamp sowie ab 1696 der Familie Bahr. Für 1829 steht in alten Matrikeln der Nachweis des Gutsbesitzes von Familie Gätke, 1857 für den Nachfahren Theodor Holstein. Das klassizistische Gutshaus Krönnevitz wurde Mitte des 19. Jahrhunderts erbaut. Gut Krönnevitz umfasste Anfang der 1920er Jahre etwa 515 ha. Grundherren war damals die Familie von Klot-Trautvetter, vertreten Werner Freiherr von Klot-Trautvetter-Wutzig, aus dem gräflichen Haus dieses briefadeligen Adelsgeschlechts, geboren 1863. Der Gutsbesitzer war preußischer Rittmeister und Ehrenritter des Johanniterordens. Als er 1936 in Stralsund starb, ging das Erbe an die Familie von Maltzahn, Linie Wodarg. Denn die Mutter der Gutsbesitzerin auf Demnitz und Millnitz, Helene von Maltzahn, geborene von Borcke, war Agnes Freiin von Klot-Trautvetter. So konnte Egbert Freiherr von Maltzahn (1908–2003) den Gutsbesitz antreten der 1939 um die 517 ha betrug. Egbert von Maltzahn wurde später Regierungsrat und lebte mit Familie in Kiel, einer seiner jüngeren Brüder war der Oberst Günther von Maltzahn-Wodarg.
Im Jahr 2018 wurde Schloss Krönnewitz anscheinend von der German Property Group mit Anlegergeld erworben.
Oldendorf: 1854 erlangte Gut Oldendorf die Landtagsfähigkeit im Kontext für die Dauer des unzertrennten Besitzes durch die Familie des Gutsherrn Carl Ludwig (von) Zans(z)en genannt von der Osten. Zanzen war mit Antonie von der Osten verheiratet und erhielt dadurch die Genehmigung zur Namensvermehrung. Die Familie von Zanzen stammte aus Stralsund und wurde 1772 nobilitiert. Der Sohn Max von Zanzen (1841–1903) übernahm nicht Oldendorf, schlug als preußischer Major eine militärische Laufbahn ein und heiratete mit Therese Rewoldt-Schwichtenberg eine wohlhabende Gutsbesitzerin und Fideikommissherrin. Das Gut war von 1910 bis 1945 im Besitz von Fritz Droysen († 1945). Der Besitz beinhaltete zuletzt eine Fläche von 299 ha. Das sanierte Gutshaus stammt vom 18. Jh. (Umbau um 1900).
Schmedshagen: Vormals Smedeshagen, wurde im 14. Jahrhundert durch Wizlaw III., Fürst von Rügen, an seinen Vogt Niclas Poddin verliehen. Um 1573 gab es einen Rechtstreit, deren Anlass wohl in Schmedshagen begründet war. Streitparteien waren die Adligen Ritter Gützlav Rotermund versus Stevelin Völschow. Der Ritter war fürstlicher Amtmann zum Campe und hatte zwei Bauernhöfe im Ort aus dem ehemaligen Besitz des Klosters Marienehe Rostock erworben. Der Andere war Stralsunder Ratmann und Patrizier und sein Hofnachbar. Es ging letztlich um Fischereigerechtigkeit. Aus diesen Besitzverhältnissen muss sich ein Gutsdorf entwickelt haben, zwar kein eigenständiger Herrensitz, aber im Verständnis der Zeit in einer Topographie von 1823 ein adliges Dorf, mit 39 Einwohnern. Schmedshagen war dann Nebengut von Preetz und gehörte unter anderem den Grafen von Bohlen. Der Reichsgraf, Rittmeister und Johanniterritter Ludwig von Bohlen-Preetz war nach seinem Vater Kurt Ludwig Graf Bohlen ab 1816 Gutsinhaber von Schmedshagen, bis 1856. 1905 war Gräfin Klot-Trautvetter, geborene Gräfin Bohlen zu Preetz der Gutsherrin. 1921 galt die Gräfin immer noch als Eigentümerin, Pächter war schon Benno Beese. Mit Hedwig Gräfin Klot-Trautvetter, geboren 1849, verstorben 1923, endete die Geschichte des Gutes Schmedshagen. In den 1930er Jahren wurde das Gut teils aufgesiedelt. Der Landwirt Benno Beese betreute noch 181 ha und ließ diese durch Hans Beese verwalten. Das Gutshaus ist erhalten.

## Wappen, Flagge, Dienstsiegel
Die Gemeinde verfügt über kein amtlich genehmigtes Hoheitszeichen, weder Wappen noch Flagge. Als Dienstsiegel wird das kleine Landessiegel mit dem Wappenbild des Landesteils Vorpommern geführt. Es zeigt einen aufgerichteten Greifen mit aufgeworfenem Schweif und der Umschrift „GEMEINDE PREETZ * LANDKREIS VORPOMMERN-RÜGEN“.

## Sehenswürdigkeiten
- Klassizistisches Gutshaus (Herrenhaus) Krönnevitz aus der Mitte des 19. Jahrhunderts
- Gutshaus Oldendorf mit Park und Teich
- Historisierendes Gutshaus (Herrenhaus, Schloss) Preetz von 1881 (älterer Kern) mit Gutsanlage und Park von 1856 bis 1886
- Turmhügel Preetz
- Gutshaus Schmedshagen: Zweigeschossiger Putzbau mit Mittelrisalit

## Persönlichkeiten
- Bruno Meyer-Plath (* 26. September 1902 in Krönnevitz; † 12. Oktober 1987 in Hannover), Bauforscher und Hochschullehrer